# 加加林空军学院
加加林空军学院是苏联空军的最高军事指挥院校。培训师、团两级的飞行指挥、参谋、领航、后勤、通信、雷达军官。是研究空军战役学、空军各兵种战术学术科研中心。设指挥系和航空支援系两个基本系以及函授系。学制四年。还为21个国家培训了超过2000名空军专家.包括中国空军的张积慧、郑长华等高级指挥员。

## 历史
1940年3月20日茹科夫斯基空军学院的指挥系、战役系、领航系和首长进修班分出组建了“红军空军指挥员和领航员学院”。1945年学院获红旗勋章，因此也被称做空军红旗学院。1946年改名为空军学院。战后轮训了近500名苏德战争的苏联英雄。1968年以宇航员尤里·加加林命名。
2008年与茹科夫斯基空军工程学院合并 ，称茹科夫斯基-加加林空军学院。2011年，莫尼诺的校园停用。

## 院长
- 1940–1940 – Э.M.波梅兰采夫空军少将Zinovii M. Pomerntsev（页面存档备份，存于）
- 1940–1940 – Ф.K.阿尔热努欣空军中将Feodor K. Arzhenukhin（页面存档备份，存于）
- 1941–1942 – Л.И.纳雷什金空军少将Leonid I. Naryshkin（页面存档备份，存于）
- 1942–1944 – Я.C.什库林空军中将Yakov S. Shkurin（页面存档备份，存于）
- 1944–1946 – П.П.约诺夫空军中将Petr P. Ionov（页面存档备份，存于）
- 1946–1950 – 费·雅·法拉列耶夫空军元帅
- 1950–1956 – C.A.佩斯托夫空军中将Serafim A. Pestov（页面存档备份，存于）
- 1956–1968 – 斯捷潘·阿基莫维奇·克拉索夫斯基空军元帅，1950-1952年任中国空军总顾问
- 1968–1973 – 谢尔盖·伊格纳季耶维奇·鲁坚科（英语：Sergei Rudenko (general)）空军元帅
- 1973–1988 – 尼古拉·米哈伊洛维奇·斯科莫罗霍夫（俄语：Скоморохов, Николай Михайлович）空军上将

## 著名校友
- 列昂尼德·伊格纳季耶维奇·别达（英语：Leonid Beda）空军中将，两次苏联英雄，苏联功勋军事飞行员(1971)
- 格奥尔基·季莫费耶维奇·别列戈沃伊航天员，两次苏联英雄
- 安德烈·叶戈罗维奇·博罗维赫（英语：Andrei Borovykh）空军上将，两次苏联英雄，苏联国土防空军歼击航空兵司令员(1969–1977).
- 亚历山大·尼古拉耶维奇·叶菲莫夫空军主帅(1975) ，苏德战争中从伊尔-2飞行员、飞行大队长、团长，两次荣获苏联英雄。苏联功勋军事飞行员(1970)。军事科学博士，教授。苏联空军总司令兼国防部副部长(1984–1990)
- 阿列克谢·亚历山德罗维奇·古巴列夫空军少将，航天员，两次苏联英雄。
- 伊万·尼基托维奇·阔日杜布空军元帅
- 亚历山大·尼古拉耶维奇·泽林空军上将，2007年任俄联邦空军司令。
- 维克多·尼古拉耶维奇·班达列夫空军上将，2011年任俄联邦空军司令。